# ليلاند مارتن
ليلاند مارتن (بالإنجليزية: Leland Martin)‏ هو كاتب أغاني وسائق شاحنة أمريكي، ولد في 20 فبراير 1957.

## وصلات خارجية
- ليلاند مارتن على موقع ميوزك برينز (الإنجليزية)